# Ramón Pichot
Ramón Pichot i Gironès (Barcelona, 1872. augusztus 9. – Párizs, 1925. március 1.) katalán-spanyol impresszionista festőművész.

## Életéről, művészetéről
Pablo Picasso jó barátja és a fiatal Salvador Dalí mentora volt, akivel először a spanyolországi Cadaquésban találkozott, amikor Dalí 10 éves volt. Pichot számtalan alkalommal járt Franciaországban; egyik ilyen útjára Salvador Dalí és családja is elkísérte.
Felesége Germaine Pichot volt, akivel 1906-ban házasodtak össze. Párizsban, a Bateau-Lavoir közelében éttermet nyitottak (La maison rose). Pachot Párizst az első világháborút követően hagyta el, de gyakran visszatért, hogy könyvtárát gyarapítsa újabb könyvekkel. Egyik ilyen útja alkalmával, 1925. május 1-jén váratlanul meghalt. Picassot annyira megrendítette barátja halála, hogy Pichot alakja feleségével, Germaine-nel együtt rákerült a Három táncos című festményére, amin ekkoriban dolgozott. Más vélemények szerint azonban a festményen szereplő alak Pichot-tal való azonosítása téves és valójában Picasso felesége látható a kérdéses táncos szerepében.

## Fordítás
- Ez a szócikk részben vagy egészben  a   Ramon Pichot című angol Wikipédia-szócikk fordításán alapul.  Az eredeti cikk szerkesztőit annak laptörténete sorolja fel. Ez a jelzés csupán a megfogalmazás eredetét és a szerzői jogokat jelzi, nem szolgál a cikkben szereplő információk forrásmegjelöléseként.